# Pelobates cultripes
Pelobates cultripes — вид безхвостих роду часничниця родини часницевих. Поширений на Піренейському півострові та у Франції. Раритетний вид земноводних, занесений до Червоного списку МСОП. Отруйна амфібія
Інша назва: часничниця західна.

## Опис
Загальна довжина досягає 7—9 см. Спостерігається статевий диморфізм: самиця більша за самця. Голова широка, велика. Очі із вертикальними зіницями. Барабанна перетинка відсутня. У самця відсутній резонатор. Тулуб кремезний. Шкіра гладенька. Грудина окостеніла. Лапи короткі. Перетинки між пальцями задніх лап добре розвинені. Внутрішній п'ятковий бугор із задніх кінцівках досить великий і лопаткою. У період розмноження у самця з'являються горбики на долонях і передпліччях.
Забарвлення спини коливається від сірого, коричневого і жовтуватого до темно-коричневого або зеленуватого, з невеликими світлими плямами. Іноді забарвлення рівномірне. Черево світле, з темними плямами. Внутрішній п'ятковий бугор чорного кольору.

## Спосіб життя
Полюбляє дюни, сільськогосподарські ландшафти, поля, луки. Зустрічається на висоті до 1770 м над рівнем моря. Активна вночі. Живиться павуками та жужелицями. Влітку впадає у сплячку.
Парування відбувається пахвовим амплексусом. Розмноження відбувається з жовтня по травень. Самиця відкладає яйця порціями, що складають своєрідні шнури. В них буває до 7000 яєць. Личинки з'являються через 2 тижні. Метаморфоз триває 4—6 місяців.
Тривалість життя становить 10—15 років.

## Поширення
Мешкає на Піренейському півострові (окрім півночі), а також у південно—східній та західній Франції.